# 地理所站
地理所站是长春轨道交通8号线车站，以临近的中国科学院东北地理与农业生态研究所命名。于2018年10月30日试运营。